# Phleng Chat

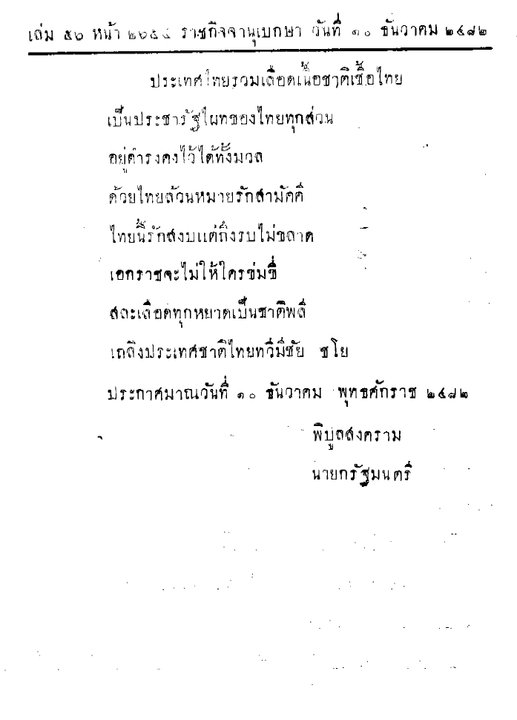
Text der Nationalhymne, wie er am 10. Dezember 1939 im Amtsblatt veröffentlicht wurde.

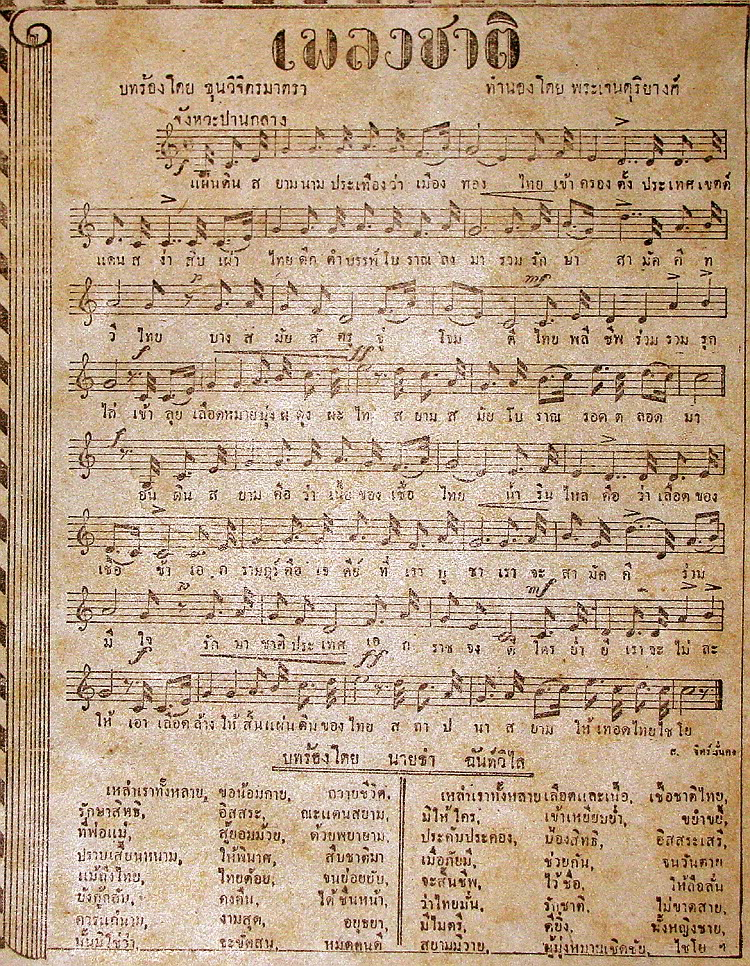
Historisches Notenblatt mit dem alten Text der Hymne (1934)

Phleng Chat (thailändisch เพลงชาติ, Aussprache: [pʰleːŋ t͡ɕʰâːt]) bedeutet „Nationalhymne“, genauer: Phleng Chat Thai (เพลงชาติไทย [pʰleːŋ t͡ɕʰâːt tʰa]) ist die Nationalhymne Thailands. Sie wurde nach dem Ende der absoluten Monarchie 1932 eingeführt. Zuvor erfüllte die Königshymne Phleng Sansoen Phra Barami die Funktion der Nationalhymne. Komponiert wurde Phleng Chat Thai von Phra Chenduriyang (Peter Veit; 1883–1968).
Wie die Nationalhymnen vieler anderer Staaten ist sie in C-Dur geschrieben. Das Metrum folgt einem Vier-Viertel-Takt; die Vortragsbezeichnung lautet Allegro maestoso.
Anlässlich der Umbenennung Siams in Thailand 1939 schrieb die Regierung einen Wettbewerb aus, den ursprünglichen Text von Khun Wichitmatra zu ersetzen. Der Sieger war Luang Saranupraphan (1896–1954), einer der bedeutendsten thailändischen Schriftsteller seiner Zeit. Der Text widerspiegelt die nationalistische und militaristische Ideologie der damaligen Regierung von Plaek Phibunsongkhram.
Gemäß dem bis heute geltenden Dekret der nationalistischen Regierung Phibunsongkhrams von 1939 wird die Nationalhymne täglich um 8:00 Uhr und 18:00 Uhr im thailändischen Fernseh- und Radioprogramm gespielt. Das Gleiche gilt auch in öffentlichen Gebäuden und Parks, wo man sich üblicherweise von den Sitzplätzen erhebt bzw., wenn man sich gerade zu Fuß fortbewegt, stehen bleibt. In thailändischen Schulen wird die Nationalhymne jeden Morgen vor Unterrichtsbeginn bei einem Fahnenappell gesungen. Während des Abspielens der Nationalhymne nicht stehen zu bleiben, ist eine Ordnungswidrigkeit und kann mit einer Geldstrafe geahndet werden.

## Text
ประเทศไทยรวมเลือดเนื้อชาติเชื้อไทย

เป็นประชารัฐ – ไผทของไทยทุกส่วน

อยู่ดำรงคงไว้ได้ทั้งมวล

ด้วยไทยล้วนหมาย – รักสามัคคี

ไทยนี้รักสงบ – แต่ถึงรบไม่ขลาด

เอกราชจะไม่ให้ใครข่มขี่

สละเลือดทุกหยาดเป็นชาติพลี

เถลิงประเทศชาติไทยทวี มีชัย – ชัยโย
Umschrift (RTGS)
prathet thai ruam lueat nuea chat chuea thai

pen pracha rat – phathai khong thai thuk suan

yu damrong khong wai dai thang muan

duai thai luan mai – rak samakkhi

thai ni rak sangop – tae thueng rop mai khlat

ekkarat cha mai hai khrai khom khi

sala lueat thuk yat pen chat phli

thaloeng prathet chat thai thawi mi chai – chaiyo
Übersetzt bedeutet der Text:
Thailand ist die Verkörperung allen Blutes und Fleisches der thailändischen Rasse.

Es ist ein Staat des Volkes – Thailand den Thailändern.

So bleibt es, denn alle Thailänder sind in Einigkeit miteinander verbunden.

Wir Thailänder sind ein friedliebendes Volk,

Aber wenn wir kämpfen müssen, kennen wir keine Furcht.

Wir werden niemals die Unterdrückung unserer Unabhängigkeit zulassen,

Jeden Blutstropfen für unser Land opfern

Und den Wohlstand Thailands mehren. Hurra!